# Richard Baxter
Pour les articles homonymes, voir Baxter et Richard Baxter (homonymie).
Richard Baxter est un théologien anglais non-conformiste. Né à Rowton (Shropshire) le 12 novembre 1615, il est décédé à Londres le 8 décembre 1691.

## Biographie
Il commence par diriger l'école de Wroxeter où il avait été élève. Après des études de théologie, il reçoit l'ordination de l'évêque de Worcester John Thornborough (en) et est mis à la tête du collège de Dudley (1638). En 1640, il est appelé à la paroisse de Kidderminster. Il prend alors parti pour Charles Ier dans la guerre civile, est chapelain de l'armée du Parlement, et contribue par ses prédications au retour de Charles II, mais n'en est pas moins en butte aux persécutions pour avoir refusé d'accepter l'Acte d'uniformité.

## Œuvres
Il a écrit de nombreux ouvrages dans le but d'unir toutes les églises chrétiennes
- 1650 - The saints everlasting rest, or A treatise on the blessed state of the Saints in their enjoyment of God in Heaven. Traduit comme: Le Repos éternel des saints (1650) ; trad. franç. 1833 ; plus récemment :  Le Ciel, ou le vrai repos, Éditeur / Édition : Europresse.
- 1653 - The right method for a setled peace of conscience and spiritual comfort
- 1655 - Aphorismes of justification, with their explication annexed : wherein also is opened the nature of the covenants, satisfaction, righteousnesse, faith, works, &c. : published especially for the use of the Church of Kederminster in Worcestershire
- 1656 The Reformed Pastor
- 1657 - A treatise of conversion
- 1658 - A call to the unconverted
- 1658 - Concorde universelle
- 1662 - Now or never
- 1662 - A saint or a brute
- 1667 - Reasons for the christian religion
- 1671 - An alarme to unconverted sinners
- 1673 - A Call to the Unconverted to Turn and Live
- 1673 - Chapters from a christian directory or a summ of practical theology and cases of conscience
- 1674 - Life of Faith
- 1674 - A poor man's family book
- 1681 - A treatise of episcopacy; confuting by Scripture, reason, and the churches testimony, that sort of diocesan churches, prelacy, and government, which casteth out the primitive church-species, episcopacy, ministry and discipline, and confoundeth the Christian world by corruption, usurpation, schism, and persecution. Meditated in the year 1640. when the Et cætera oath was imposed. Written 1671. and cast by. Published 1680, by the importunity of our superiours, who demand the reasons of our nonconformity
- 1683 - The Dying Thoughts
- 1689 - The judgment of Mr. Baxter, concerning ceremonies ...
- 1707 - The practical works of the late reverend and pious mr. Richard Baxter, in four volumes. With a preface; giving some account of the author, and of this edition of his practical works
  - Volume I
  - The second volume
  - The third volume
  - The fourth volume
- 1719 - Compassionate warning and advice to all, especially to young persons
- 1742 - Directions and perswasions
- 1799 - Fifty reasons why a sinner should turn to God, this day, this hour, without delay
- 1826 - Memoirs of Margaret Baxter: Daughter of Francis Charlton and Wife of Richard Baxter. With some account of her mother, mrs. Hammer
- 1830 - The dying thoughts of the Rev. Richard Baxter
- 1835 Select practical writings of Richard Baxter. with a life of the author
  - Volume I
  - Volume II
- 1837 - Now or never : the holy, serious, diligent believer justified, excited & directed ...
- 1925 - The autobiography of Richard Baxter. Being the Reliquiæ Baxterianæ abridged from the folio (1696)
- A Christian Directory
- Walking With God
- The Godly Home

## Autre
Max Weber (1864-1920), le sociologue allemand, s'est servi des œuvres de Baxter en élaborant sa thèse dans L'Éthique protestante et l'esprit du capitalisme (1904, 1920).

## Sources
Cet article comprend des extraits du Dictionnaire Bouillet. Il est possible de supprimer cette indication, si le texte reflète le savoir actuel sur ce thème, si les sources sont citées, s'il satisfait aux exigences linguistiques actuelles et s'il ne contient pas de propos qui vont à l'encontre des règles de neutralité de Wikipédia.
- Dezobry et Bachelet, Dictionnaire de biographie, t. 1, Ch. Delagrave, 1876, p. 243